# Dragonfly (album)
Dragonfly je studiové album od anglické skupiny Strawbs z roku 1969.

## Seznam stop
1. The Weary Song (Dave Cousins) – 3:50
2. Dragonfly (Cousins) – 5:34
3. I Turned my Face into the Wind (Cousins) – 2:42
4. Josephine for Better or for Worse (Cousins) – 3:17
5. Another Day (Cousins) – 3:16
6. 'Til the Sun Comes Shining Through (Cousins) – 3:34
7. Young Again (Tony Hooper) – 2:51
8. The Vision of the Lady of the Lake (Cousins) – 10:44
9. Close Your Eyes (Hooper) – 0:56

## Obsazení
- Dave Cousins – zpěv, akustická kytara, elektrická kytara, dulcimer, piano, perkusní nástroje
- Tony Hooper – zpěv, akustická kytara, tamburina
- Claire Deniz – cello
- Ron Chesterman – basa

dále
- Rick Wakeman – piano
- Tony Visconti – zobcová flétna
- Bjarne Rostvold – bicí
- Paul Brett – elektrická kytara

## Záznam
Nahráno v Rosenberg Lydteknik, Copenhagen, dodatečné úpravy v Morgan Studios, Londýn.
Mixed at Trident Studios, London

## Vydané verze
- Vinyl album AMS 970 (A&M February 1970)
- CD PL 503 (Si-Wan, 1999)